# Trizay-lès-Bonneval
Trizay-lès-Bonneval é uma comuna francesa na região administrativa do Centro, no departamento Eure-et-Loir. Estende-se por uma área de 9,65 km². Em 2010 a comuna tinha 317 habitantes (densidade: 32,8 hab./km²).